# حمودالرحمان
حمودالرحمان (انگلیسی: Hamoodur Rahman; زاده ۱ نوامبر ۱۹۱۰ – درگذشته ۲۰ دسامبر ۱۹۸۱) قاضی اهل پاکستان بود. وی از سال ۱۹۶۸ تا ۱۹۷۵ قاضی ارشد پاکستان بوده‌است.